# Clinopiroxenita

Diagrama ternari de la peridotita; en verd el camp de la clinopiroxenita.

La clinopiroxenita és una roca ultramàfica formada exclusivament per clinopiroxè (piroxè cristal·litzat en el sistema monoclínic), com per exemple augita. Pot tenir petites quantitats d'ortopiroxè i d'olivina.